# المتحدون (فلم)
المُتَحَدوُن (بالإنجليزية: Challengers) هو فيلم كوميدي أمريكي رومانسي قادم من إخراج لوكا غواداغنينو ومن سيناريو لجوستين كوريتزكس، ومن تمثيل زيندايا، مايك فيست وجوش أوكونور، ومن المقرر اطلاقه في 26 أبريل 2024 بواسطة يونايتد آرتيست، والذي أعلن عنه في فبراير 2022.

## القصة
تقوم زوجة ومدرب لاعب تنس شهير وسط سلسلة خسائر متتالية بتسجيله للمشاركة في حدث تشالنجر، حيث يكتشفان أنه سيتنافس ضد حبيب زوجته السابق.

## الممثلون
- زيندايا بدور تاشي دونالدسون.
- مايك فيست في دور آرت دونالدسون.
- جوش أوكونور في دور باتريك زويج.

## إنتاج
أعلن عن الفيلم في فبراير 2022 وان فريق العمل سيتضمن المخرج لوكا غواداغنينو والممثلين وزيندايا وجوش أوكونور ومايك فايست وستعمل زيندايا أيضًا كمنتج في الفيلم، والمصور السينمائي سايومبو موكديبروم. في مقابلة عام 2022 مع موقع Collider أعلن جوادانيينو ان كاتب سيناريو الفيلم هما كوريتزكس وايمي باسكال .
بدأ تصوير الفيلم في 3 مايو 2022 في بوسطن، استعدادًا لدورها أمضت زيندايا ثلاثة أشهر في التدريب مع لاعب التنس المحترف براد جيلبرت. وتم التصوير في أحياء باك باي وشرق بوسطن، واختتم التصوير في 26 يونيو 2022.

## الإطلاق
من المقرر إطلاق الفيلم في 18 مارس 2024.

## روابط خارجية
- مقالات تستعمل روابط فنية بلا صلة مع ويكي بيانات